# Jean-Pierre Manseau
Jean-Pierre Manseau, né le 13 avril 1948 à Drummondville, est un chanteur québécois.

## Biographie
Auteur-compositeur-interprète depuis l'âge de 16 ans, Jean-Pierre Manseau commence à percer en 1972 sous l'aile protectrice du producteur Gerry Plamondon qui lui fait enregistrer un premier disque avec lequel il connaît le succès grâce au titre "Mon Chou". En 1973, il connait à nouveau le succès avec la chanson "Tout ce que je veux". Son plus grand succès restera "Théo et Antoinette" en 1974 avec 85 000 copies vendues. Il connaîtra un dernier succès avec "N'aie plus peur" en 1975. Il est depuis professeur de français et traducteur.
Fin 2007, il reprend le chemin des studios pour enregistrer les centaines de chansons qu'il a écrites depuis les années 1960 et qui n'avaient jamais été diffusées.

## Discographie

### Albums
- 1974 : Les succès de Jean-Pierre Manseau
- 1975 : N'aie plus peur
- 1978 : Transcription
- 1995 : Théo et Antoinette (Compilation)

### 45 Tours
- 1972 : L'amour viendra / Mon chou
- 1973 : Cette nuit / Il est grand temps
- 1974 : Tout ce que je veux / Je t'emmène dans ma vie
- 1974 : Théo et Antoinette / Tu l'auras ta vie
- 1975 : N'aie plus peur / Je suis heureux
- 1975 : Tu chantes comme moi / Instrumental
- 1976 : Voulez-vous ce soir / On aura du soleil
- 1977 : À t'aimer comme on s'aime / Encore du temps